# Shantel VanSanten
Shantel Yvonne VanSanten (ur. 25 lipca 1985 w Luverne) – amerykańska aktorka i modelka.

## Życiorys
VanSanten jest pochodzenia holenderskiego i norweskiego. Ma brata i siostrę. Wychowywała się w Dallas i uczęszczała do Incarnate Word Academy w Houston.
W 2005 roku wzięła udział w reality show NBC „Sports Illustrated Swimsuit Model Search”. Pojawiła się później na okładkach czasopism, np. Teen Vogue czy Seventeen. Reklamowała produkty m.in. Abercrombie & Fitch i Clean & Clear.
Początkowo grała epizodyczne role w filmach: Trzech cwaniaków i Drzwi otwarte oraz serialu Spellbound. Podłożyła głos pod postać Kaori w serialu anime Kôtetsu tenshi Kurumi.
W 2009 roku wystąpiła gościnnie w jednym z odcinków serialu CSI: Kryminalne zagadki Nowego Jorku. Kilka miesięcy później swoją premierę miał horror Oszukać przeznaczenie 4 (The Final Destination) w którym VanSanten zagrała główną rolę żeńską. Film nie uzyskał przychylnych recenzji krytyków, ale w pierwszym weekendzie zarobił ponad 28 milionów dolarów, debiutując na pierwszym miejscu w box office. Ten sam rok, przyniósł Shantel angaż do serialu Pogoda na miłość, gdzie wcieliła się w Quinn James. VanSanten pojawiła się w ostatnim odcinku 7 sezonu serialu, dołączając do głównej obsady w kolejnym sezonie. W trakcie kręcenia serialu, VanSanten wystąpiła w 2011 roku, u boku Mischy Barton w filmie You and I.
W 2013 roku pojawiła się w 3 odcinkach serialu Piękna i bestia. W tym samym roku gościnnie pojawiła się również w serialu Zbrodnie Palm Glade. W 2014 rok pojawiła się w serialu Piętno gangu, gdzie wcielała się przez cały sezon w prokurator Jessicę Hapel. Serial został anulowany po 1 sezonie z powodu słabej oglądalności.
2015 rok dodał do jej filmografii kolejne dwa seriale. W kwietniu premierę miał serial Posłańcy. Główną bohaterką jest Vera Buckley, w którą wciela się właśnie VanSanten. Jesienią Shantel dołączyła do obsady drugiego sezonu serialu The Flash, gdzie wciela się w detektyw Patty Spivot.

## Życie prywatne
W latach 2009–2010 spotykała się z kolegą z serialu Pogoda na miłość, Jamesem Laffertym. Od 2015 roku jej partnerem jest aktor Jon Fletcher, którego poznała na planie serialu Posłańcy.

## Filmografia
| Rok             | Film                                 | Rola           |
| --------------- | ------------------------------------ | -------------- |
| 2009            | CSI: Kryminalne zagadki Nowego Jorku | Tara Habis     |
| 2009            | Oszukać przeznaczenie 4              | Lori           |
| 2009-2012       | Pogoda na miłość                     | Quinn James    |
| 2011            | You and I                            | Janie          |
| 2011            | Zagubiony czas                       | Rebecca Levine |
| 2011            | In My Pocket                         | Sophie         |
| 2012            | Miłość na święta                     | Heather Hartly |
| 2013            | Piękna i bestia                      | Tyler          |
| 2013            | Zbrodnie Palm Glade                  | Jackie         |
| 2014            | Złego coś się skrada                 | Christine      |
| 2014            | Piętno gangu                         | Jessica Chapel |
| 2015            | Nocna zmiana                         | Chloe          |
| 2015            | Posłańcy                             | Vera Buckley   |
| 2015-2016       | The Flash                            | Patty Spivot   |
| 2016-2018       | Shooter                              | Julie Swagger  |
| 2018            | Skorpion                             | Amy Berkstead  |
| 2019-2023       | For All Mankind                      | Karen Baldwin  |
| 2019-2020, 2024 | The Boys                             | Becca Butcher  |
| od 2022         | FBI                                  | Nina Chase     |
| od 2023         | FBI: Most Wanted                     | Nina Chase     |